# Euphorbia retusa
Euphorbia retusa là một loài thực vật có hoa trong họ Đại kích. Loài này được Forssk. mô tả khoa học đầu tiên năm 1775.